# Найден Апостолов
Найден Апостолов е български географ, работил в сферата на науката като теоретик, преподавател, писател, доцент, доктор в катедра „Икономика и организация на туризма“, факултет „Управление“, Икономически университет - Варна.

## Биография
Роден е на 19 август 1948 г. в с. Богдан, община Карлово, област Пловдив. Основното си образование получава в Карлово. От 1963 до 1967 г. учи в Техникума по индустриална химия в Димитровград и получава диплома за завършено средно специално образование на 30 юли 1967 г. със специалност Технология на органичните и неорганични вещества и квалификация среден химик-технолог. През учебната 1969 – 70 г. е приет за студент в Геолого-географския факултет на Софийския държавен университет със специалност География. Завършва университета с много добър успех по време на следването и отличен успех от държавния изпит на 13 ноември 1973 г. с квалификация географ-икономогеограф, преподавател по география и история в средния и горния курс на училищата.
Във Враца от 10 февруари 1974 до 1 октомври 1974 г. доц. Апостолов работи като заместник-директор в НОУ „П.Р. Славейков“. След това се премества заедно със семейството си в Карлово, където работи като инспектор към Окръжния народен съвет от 6 март до 4 ноември 1975 г. През това време се явява на конкурс за асистент към ВИНС „Димитър Благоев“ – Варна, спечелва конкурса и от 4 ноември 1975 г. е назначен в Университета. На 1 март 1978 г. е повишен в старши асистент, а на 21 юли 1983 г. – в главен асистент. На 3 януари 1983 г. му е присъдена научната степен кандидат на географските науки (понастоящем доктор на науките) от Висшата атестационна комисия след защита на дисертация на тема „Географски систематизации при изучаването на ежедневните трудови пътувания в България“. На 5 юли 1989 г. Научната комисия по Геолого-географски науки му присъжда научното звание доцент.
В университета е изпълнявал длъжности като Декан на центъра за факултативно обучение от 1993 до 1995 г. и Ръководител на катедра „Икономика и организация на туризма“ от 1993 до 1995 г. Почти през всичките години е оглавявал кандидат-студентските комисии на изпитите по география в университета. Има 30 публикации, между които 3 учебника – „География на туризма“ и „Туристически ресурси“ и „Икономика и организация на туризма“ в колектив, а сега в процес на отпечатване е . Има 2 специализации в Москва (СССР), и в Гилфорд, (Великобритания).

## Изследвания
- (в съавторство с Таня Дъбева Филипова, Георгина Георгиева Луканова) Хотелиерството в Европа – категории, локализации, развитие. Варна: ИК Кръг, 2000, 348 с
- Изследванията на курортите – научен обхват и съвременни тенденции. Варна, Унив. изд. Наука и икономика, 2005, с. 93 – 100